# Championnats du monde d'aviron 1976
Navigation
Édition précédente Édition suivante
Les championnats du monde d'aviron 1976, sixième édition des championnats du monde d'aviron, ont eu lieu du 10 août au 14 août 1976 à Villach en Autriche.
Cette édition se déroulant sur une année olympique, seules les épreuves masculines en catégories poids légers sont disputées.

## Médaillés

### Hommes
| Épreuves                              | Or | Or            | Argent | Argent        | Bronze | Bronze        |
| ------------------------------------- | --- | ------------- | --- | ------------- | --- | ------------- |
| Skiff poids légers LM1x               | Autriche Raimund Haberl | 7 min 18 s 18 | Danemark Morten Espersen | 7 min 19 s 48 | France Roland Weill | 7 min 22 s 90 |
| Quatre sans barreur poids légers LM4- | France André Picard Michel Picard André Coupat Francis Pelegri | 6 min 29 s 94 | Norvège Pål Børnick Olaf Solberg Per Arne Steen Edd Hillstad                                                                                          | 6 min 34 s 35 | Danemark Djon Andersen Bent Fransson Aage Hansen Torben Hansen                                                                         | 6 min 36 s 04 |
| Huit poids légers LM8+                | Allemagne de l'Ouest Peter Werner Hans-Ludwig Zimmer Hans-Josef Büsken Jürgen Nentwig Lutz Neubert Dieter Meschede Peter Huck Bernd Nehmer Helmut Sassenbach (barreur) | 6 min 5 s 00  | Grande-Bretagne Graeme Hall Nigel Read Christopher Drury Colin Cusack Stewart Fraser Mark Harris Brian Fentiman Doug Carpenter Henry Wheare (barreur) | 6 min 6 s 81  | États-Unis Bruce Stone Andrew Washburn Craig Drake Thomas Cook John Dunn Ralph Nauman Scott Roop Sean Colgan Joseph O'Connor (barreur) | 6 min 9 s 16  |

## Tableau des médailles
- Pays organisateur

| Rang  | Nation               | Or | Argent | Bronze | Total |
| ----- | -------------------- | -- | ------ | ------ | ----- |
| 1     | France               | 1  | 0      | 1      | 2     |
| 2     | Autriche             | 1  | 0      | 0      | 1     |
| 2     | Allemagne de l'Ouest | 1  | 0      | 0      | 1     |
| 4     | Danemark             | 0  | 1      | 1      | 2     |
| 5     | Grande-Bretagne      | 0  | 1      | 0      | 1     |
| 5     | Norvège              | 0  | 1      | 0      | 1     |
| 7     | États-Unis           | 0  | 0      | 1      | 1     |
| Total | Total                | 3  | 3      | 3      | 9     |